# Ózd

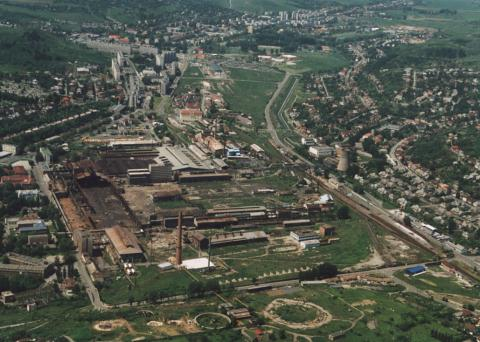
Ózd légi felvételen

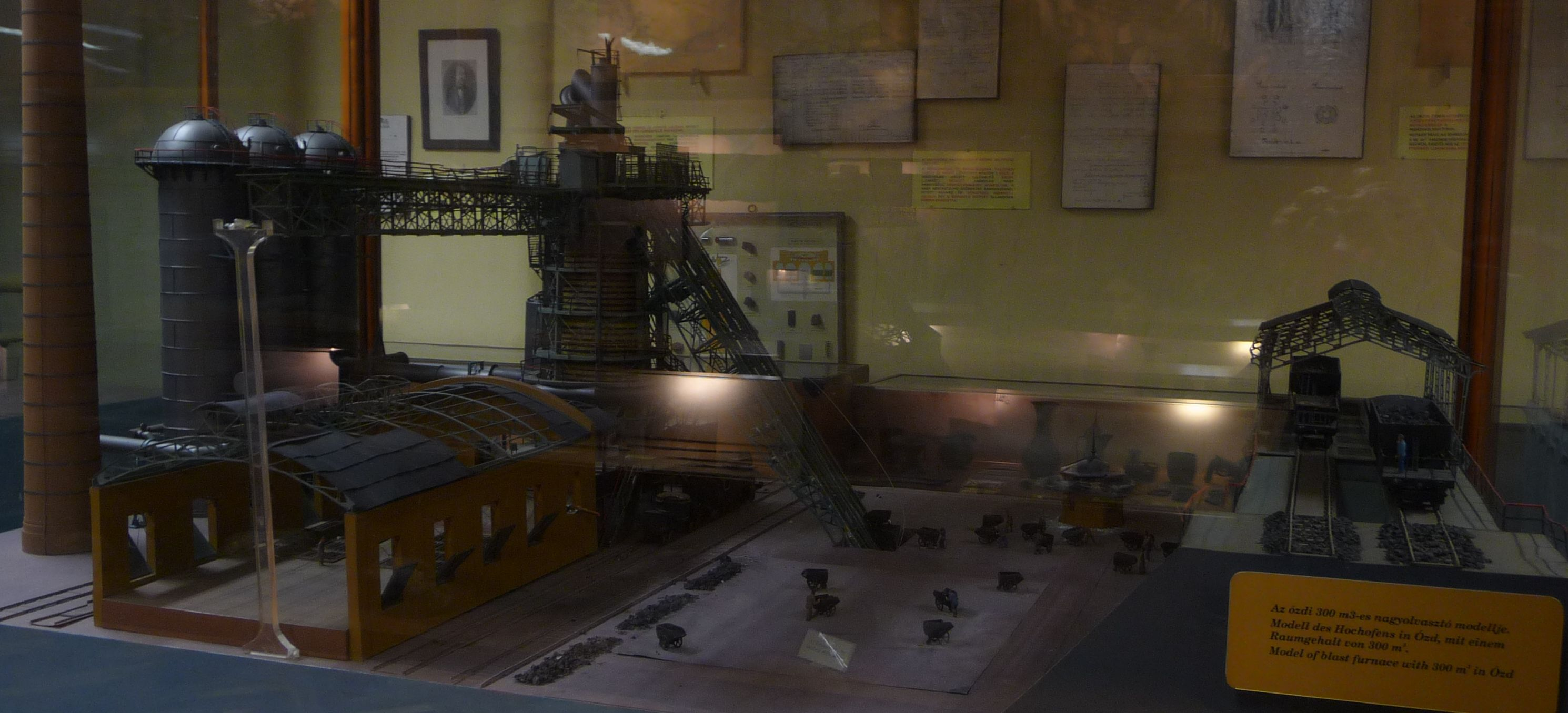
A 300 m³-es nagyolvasztó makettje az Ózdi Muzeális Gyűjtemény és Gyártörténeti Emlékparkban

Ózd város Borsod-Abaúj-Zemplén vármegyében található, az Ózdi járás központja, a vármegyeszékhely után a megye legnépesebb települése.
Elnevezése az úz népnévből ered. Az úzok a türkökkel rokon nép volt, akik a 11. század második felében az Al-Duna tájékán és az orosz sztyeppéken éltek. Szétszóródtak, egy részük ebbe a völgybe került, és ebből a névből alakult ki – a „d” kicsinyítő képző hozzáadásával – az Ózd név. Ez persze csak az egyik lehetséges magyarázat a név eredetére. 1325-ben Ouz formában találkozhatunk a település nevével. A 14. században találunk Ózd személynevet is.
A település neve az alábbi alakokban írva fordult elő: 1272: Ovzd, 1323: Ouzd, 1388, 1471, 1549: Ozd, 1773: Oszd, 1780–81: Ózd, Ozd, 1785–86: Ózd, 1873-tól: Ózd.

## Fekvése
Az észak-magyarországi iparvidéken, Miskolctól 60 kilométerre északnyugatra található. Az Északi-középhegységhez tartozó Heves–Borsodi-dombság vidékén, a Hangony a Hódos és az Uraj-patak völgyeiben kiépült település. Nevezik a „hét völgy városának” is, mivel hét irányból is meg lehet közelíteni.

### Megközelítése
Ózd legfontosabb megközelítési útvonala a 25-ös főút, amely végighúzódik az egész városon délnyugat–északkeleti irányban. Ebből ágazik ki, illetve torkollik be jó néhány alacsonyabb rendű mellékút, amelyek a központtól távolabb eső városrészeket és a környező településeket tárják fel.
- Salgótarján vonzáskörzetével (Zabarral) a 2306-os út köti össze; Bolyok és Szentsimon településrészeknek is ez a főutcája.
- A város központját Farkaslyukkal és azon keresztül Szilvásváraddal a 2508-as út köti össze. Ezen út mellett van a város buszpályaudvara.
- A 25-ös főútból ágazik ki, annak 72+650-es kilométerszelvényénél – a Táblai temető mellett – lévő ózdi körforgalomból, déli irányban a 2522-es út, Dózsa György út néven, Sáta felé; mielőtt elhagyja a várost, elhalad Ózd alsó megállóhely mellett, átszeli Sajóvárkony városrészt, majd Kistó városrész keleti szélén húzódik végig.
- Az iménti útból ágazik ki Kistó déli részén a 2524-es út, amely a Jánossza-völgyben húzódik Borsodbóta és Uppony felé; még mielőtt kilép Ózdról, elhalad Kiskapud városrész és annak egykori vasúti megállóhelye mellett (utóbbit a mára funkciótlanná vált, mindössze 50 méter hosszú, 25 308-as számú mellékút szolgálta ki).
- Határszélét délkeleten érinti a Királdon át Putnok térségéig vezető 2525-ös út is.
- A 25-ös főút 69+300-as kilométerszelvénye közelében ágazik ki a 25 307-es számú mellékút, amely a Miskolc–Bánréve–Ózd-vasútvonal Ózd vasútállomásáig tart.
- Belvárosának egyik belső útja volt a 25 122-es számú mellékút (bolyoki bekötőút), mely, úgy tűnik, 2022-es állapot szerint nem minősül önálló útnak, hanem a 25-ös főút része lett.

## Története

### 1848 előtt
A környék az őskor óta lakott terület. A település nevét tartalmazó első hiteles írásos emlék 1272-ből való.
A település a 13. század végétől lassú növekedésnek indult, de még sokáig kis községe volt Borsod vármegyének.

### Ózd az iparosodás időszakában (1848-1914)
A város mai területén a 20. század elején még hét másik község is volt Ózdon kívül. 1940-ben kebelezte be Ózd Bolyok és Sajóvárkony községeket, majd 1949-ben nyerte el a városi rangot. Az ötvenes évek végén felmerült, hogy újabb községeket (Hódoscsépány, Uraj, Susa, Szentsimon) csatoljanak a városhoz, ám akkor ezt hosszú időre − egészen a hetvenes évek végéig − sikerrel odázták el a helyi vezetők, a fejlesztési források szűkösségére és a lélekszám-növekedés okozta igények kielégíthetetlenségére hivatkozva. A további öt települést (Center, Hodoscsépány, Susa, Szentsimon és Uraj) 1978-ban csatolták Ózdhoz. 1999-ben a város egy része, Farkaslyuk önálló községgé alakult.
A várost és környékét messze elkerülték a történelem harcai, a hegyes-dombos vidéken az iparosodást megelőző évszázadokon a mindennapos küzdelmet a dús erdők, a kevés és csekély termőképességű szántóföldek hasznosítása jelentette. A nagy változás a XIX. század közepén történt, amikor feltárták a barnaszéntelepeket, és hasznosításukra megépítették a vasgyárat. A 150 évig tartó kohászkodás mára jórészt történelem, de megmaradt belőle az itt élők műszaki kultúrája, kreatív gondolkodása. Ez mindig is jellemző volt az itteniekre, hiszen a fővárostól való távolság, a kedvezőtlen történelmi sorsfordulók ellenére kellett itt megélniük, új utakat találniuk.

### A két világháború között
Ózd jelentős zsidó népességgel rendelkezett, akik főként a kisipar és a kereskedelem területén helyezkedtek el. 1941-ben Ózdon 721 fő izraelita lakost tartottak nyilván.

### A 2. világháború 1939-1945

#### A magyar Holocaust (1944-45)
1944 májusának végén felállították az ózdi gettót Ózd számottevő részében zsidók lakta kereskedelmi részén, a Gyújtón, ahova a környékbeli zsidóságot gyűjtötték össze Ózd vonzáskörzetéből, 1034 főt. Június 5-én a helybeli zsidókat 10 marhavagonba terelték a vasútállomáson, és elindították őket az Auschwitzi haláltáborba. Emellett több száz férfit vittek el munkaszolgálatra. Ózdon is volt munkaszolgálatos tábor. A vészkorszakot nagyon kevesen élték túl.

### 1945 és 1990 között

#### A zsidóság története 1945 után
Zsidóság 1945 után: Még alig tudtak azonban felocsúdni a holokauszt rémségeiből, amikor 1946. február 23-án újabb atrocitásokat kellett elszenvedniük: a második világháború utáni feszült társadalmi helyzetben több százan a visszatért, Gyújtón élő ózdi zsidó kereskedőket és iparosokat támadták meg. A pogrom 2 napon át tartott, mely után sokan elköltöztek a városból. Az ózdi izraelita hitközség vészkorszakot túlélő, Ózdon maradt tagjai 1947. szeptember 8-án egy emlékművet állítottak a mintegy 800 meggyilkolt Ózd környéki hittestvérük számára. Az ózdi hitközség létszáma a környékbeli falvakkal együtt 1949-ben 113 fő volt, mely a Kádár-rendszer évtizedeire 15-20 családra csökkent. A század utolsó harmadára a hitközség is megszűnt, a zsinagógát lebontották, az emlékművet Miskolcra szállították.

#### Általában
Az Ózdi Kohászati Üzemek (ÓKÜ) az észak-magyarországi iparvidék egyik legjelentősebb kohászati üzemegyüttese volt. Azonban az 1980-as évektől nehézipari jelentősége csökkent. Ez is hozzájárult a térség egyik legégetőbb problémájához, a munkanélküliséghez és az elvándorláshoz.

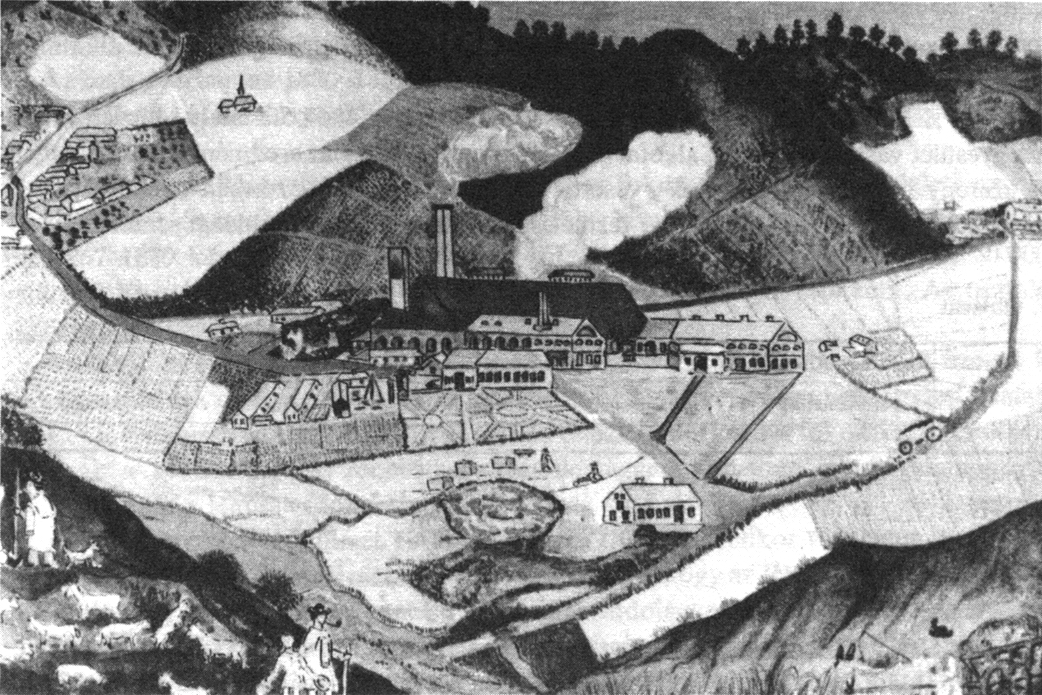
Az Ózdi Vasgyár első ismert ábrázolása (1847–50 között készült rajz)

Az ózdi vaskohászat épített emlékei – a helyiek nyelvében „a gyár” és a hozzá kapcsolódó munkáskolóniák – 2005 óta műemléki jelentőségű területnek (MJT) minősülnek.
Az országban elsők között, az 1980-as évek második felében elinduló leépítések megnehezítették a város lakóinak megélhetését. A gyárnál 1991. február 26-án tartott tüntetés idejére a munkaképes korú helyi lakosságnak már a 10%-a maradt munka nélkül, 1993 januárjára pedig a 20 850 fő munkaképes lakosból 12 650 (60.5%) vált munkanélkülivé. Az Ózdi Kohászati Üzemek felszámolása óta drasztikusan fogy a város népessége. Az ipar megszűnésével arányosan sok ember költözött nyugatra a megélhetés reményében.
| Főbb közigazgatás-történeti adatok 1900 óta | Főbb közigazgatás-történeti adatok 1900 óta          |
| ------------------------------------------- | ---------------------------------------------------- |
| Rangja                                      |                                                      |
| –1949                                       | nagyközség                                           |
| 1949–1950                                   | megyei város                                         |
| 1950–1954                                   | közvetlenül a járási tanács alá rendelt város        |
| 1954–1971                                   | járási jogú város                                    |
| 1971–                                       | város                                                |
| Hozzá tartozó települések                   |                                                      |
| 1940–                                       | Bolyok, Sajóvárkony                                  |
| 1978–                                       | Center, Hodoscsépány, Susa, Szentsimon, Uraj         |
| –1999                                       | Farkaslyuk                                           |
| Területi beosztása                          |                                                      |
| –1923                                       | Borsod vármegye, Ózdi járás                          |
| 1923–1938                                   | Borsod, Gömör és Kishont k.e.e. vármegye, Ózdi járás |
| 1938–1945                                   | Borsod vármegye, Ózdi járás                          |
| 1945–1949                                   | Borsod-Gömör vármegye, Ózdi járás                    |
| 1949–1950                                   | Borsod-Gömör vármegye                                |
| 1950–1954                                   | Borsod-Abaúj-Zemplén megye, Ózdi járás               |
| 1954–2023                                   | Borsod-Abaúj-Zemplén megye                           |
| 1994–2013                                   | Borsod-Abaúj-Zemplén megye, Ózdi kistérség           |
| 2013–2023                                   | Borsod-Abaúj-Zemplén megye, Ózdi járás               |
| 2023–                                       | Borsod-Abaúj-Zemplén vármegye, Ózdi járás            |
| Központi szerepköre                         |                                                      |
| 1983–                                       | Ózdi járás székhelye                                 |
| 1981–1990                                   | Ózdi városkörnyék központja                          |
| 1994–2014                                   | Ózdi kistérség központja                             |
| 2013–                                       | Ózdi járás központja                                 |

## Politikai élete

### Tanácselnökei
- …–1972: Tóth Istvánné[12]
- 1972–1989: Varga Dezső[13]

### Polgármesterei
| Időszak   | Név               | Jelölő szervezet              | Megjegyzés |
| --------- | ----------------- | ----------------------------- | ---------- |
| 1990–1991 | Seffer Ferenc     | nem ismert                    |            |
| 1991–1994 | Strohmayer László | független                     |            |
| 1994–1998 | Strohmayer László | független                     |            |
| 1998–2002 | Strohmayer László | független                     |            |
| 2002–2006 | Benedek Mihály    | MSZP                          |            |
| 2006–2010 | Benedek Mihály    | MSZP                          |            |
| 2010–2014 | Fürjes Pál        | Fidesz-KDNP                   |            |
| 2014–2019 | Janiczak Dávid    | Jobbik                        |            |
| 2019–2024 | Janiczak Dávid    | Ózdiakért és Ózdért Egyesület |            |
| 2024–     | Janiczak Dávid    | Ózdiakért és Ózdért Egyesület |            |

A településen a 2014. október 12-én megtartott önkormányzati választás után, a polgármester-választás tekintetében nem lehetett eredményt hirdetni, mert a jelöltek egyike (Fürjes Pál, a korábbi polgármester) választási jogszabálysértések gyanújára hivatkozva megtámadta a helyi választási bizottság eredménymegállapító határozatát, és ennek helyt adva elrendelték a választás megismétlését. A döntés a Jobbik jelöltjének, Janiczak Dávidnak kedvezett: már október 12-én is ő győzött, csekély többséggel, november 9-én, a megismételt választáson viszont több mint 5000 szavazatos különbséggel választották polgármesterré.
A városi képviselő-testület (a 2010-es választás óta) a polgármestert nem számítva 14 tagú, ebből (a 2014–19-es ciklusban) 5 Fidesz-KDNP-s [a 2014-es választások után eredetileg 8 fős Fidesz-frakcióból 2014 decemberében hárman kiléptek], 5 Jobbikos, 3 független, 1 pedig MSZP-s volt.

### A 2024-es önkormányzati választás eredménye
- A polgármester-választás eredménye[26]

| Jelölt neve      | Jelölő szervezet(ek) | Jelölő szervezet(ek) | Szavazatok száma | Szavazatok aránya |
| ---------------- | -------------------- | -------------------- | ---------------- | ----------------- |
| Janiczak Dávid   |                      | Ózdiakért Egyesület  | 6768             | 55,92%            |
| Dr. Csuzda Gábor |                      | Fidesz – KDNP        | 5017             | 41,46%            |
| Fidrus Péter     |                      | Független            | 184              | 1,52%             |
| Szőcs Zoltán     |                      | Független            | 133              | 1,10%             |
| Összesen         |                      |                      | 12 102           | 100%              |

- A képviselőtestület-választás eredménye[27]

| Párt | Párt                          | Mandátumok | Képviselő-testület | Képviselő-testület | Képviselő-testület | Képviselő-testület | Képviselő-testület | Képviselő-testület | Képviselő-testület | Képviselő-testület | Képviselő-testület | Képviselő-testület | Képviselő-testület |
| ---- | ----------------------------- | ---------- | ------------------ | ------------------ | ------------------ | ------------------ | ------------------ | ------------------ | ------------------ | ------------------ | ------------------ | ------------------ | ------------------ |
|      | Ózdiakért és Ózdért Egyesület | 8          | P                  |                    |                    |                    |                    |                    |                    |                    |                    |                    |                    |
|      | Fidesz – KDNP                 | 7          |                    |                    |                    |                    |                    |                    |                    |                    |                    |                    |                    |

## Népesség

### Népességváltozás
A következő ábra bemutatja, miként változott Ózd lakosainak száma 1870-től: